# Moura Cavalcanti
José Francisco de Moura Cavalcanti (São Vicente Férrer, 20 de outubro de 1925 — Recife, 28 de novembro de 1994) foi um advogado e político brasileiro que foi indicado governador do Amapá em 1961 e de Pernambuco em 1974.

## Biografia

Em 1970.

Aos vinte anos foi prefeito da cidade de Macaparana tendo ido ao Recife após deixar o cargo para estudar Direito (1950-1954). Envolvido com a advocacia chegou a ser procurador em Pernambuco e teve como mentor político a figura de Osvaldo Cordeiro de Farias. Nomeado governador do Território Federal do Amapá pelo presidente Jânio Quadros foi destituído do cargo após a renúncia deste em agosto de 1961. De volta ao seu estado foi representante de Pernambuco no conselho deliberativo da Superintendência do Desenvolvimento do Nordeste, Secretário da Administração e da Coordenação Política durante o governo de Paulo Guerra e Superintendente de Desenvolvimento do Vale do Serigi durante o governo Nilo Coelho.
José Francisco Moura Cavalcanti ascendeu ao plano federal em 1970 no governo Médici que o nomeou presidente do Instituto Nacional de Colonização e Reforma Agrária (INCRA) e a seguir ocupou o Ministério da Agricultura entre 9 de maio de 1973 e 15 de março de 1974. Três meses após deixar o ministério foi indicado governador de Pernambuco (ARENA) pelo então presidente  Ernesto Geisel. e confirmado pela Assembléia Legislativa do Estado.  Audacioso e empreendedor, formou uma equipe de  jovens auxiliares destinados a revolucionar a história de Pernambuco, dentre eles José Jorge de Vasconcelos, Joaquim Francisco de Freitas, Antonio Morais, Gustavo Krause Sobrinho dentre outros pernambucanos que marcaram época e fizeram história.  Ao fim de sua gestão, já acometido de grave enfermidade, havia lançado a pedra fundamental do Porto de Suape, construído o Centro de Convenções de Pernambuco, e iniciado o TIP - Terminal Integrado de Passageiros que só foi concluído anos depois pelo então governador Gustavo Krause Sobrinho livrando o centro do Recife já saturado de uma estrutura antiquada que servia de terminal rodoviário intermunicipal sem as mínimas condições.   Migrou para o PDS após o retorno do pluripartidarismo.
Foi casado com D. Suçu, tendo falecido em decorrência de uma parada cardíaca, após longa enfermidade que o tirou precocemente dos palanques mas não da vida política, sempre influente e respeitado até os seus últimos dias de vida.